# Краснодолинский сельсовет (Касторенский район)
Краснодо́линский сельсовет — муниципальное образование со статусом сельского поселения в Касторенском районе Курской области Российской Федерации.
Административный центр — село Красная Долина.

## История
Статус и границы сельсовета установлены Законом Курской области от 21 октября 2004 года № 48-ЗКО «О муниципальных образованиях Курской области».
Законом Курской области от 26 апреля 2010 года № 26-ЗКО в состав сельсовета включены населённые пункты упразднённых Азаровского и Бычковского сельсоветов.

## Население
| 2002  | 2010  | 2012  | 2013  | 2014  | 2015  | 2016  |
| ----- | ----- | ----- | ----- | ----- | ----- | ----- |
| 1100  | ↗1326 | ↘1231 | ↘1183 | ↘1146 | ↘1100 | ↘1090 |
| 2017  | 2018  | 2019  | 2020  | 2021  |       |       |
| ↘1024 | ↘979  | ↘934  | ↘924  | ↘910  |       |       |

## Состав сельского поселения
| №  | Населённый пункт     | Тип населённого пункта       | Население |
| -- | -------------------- | ---------------------------- | --------- |
| 1  | 1-я Алексеевка       | деревня                      | ↘61       |
| 2  | 2-я Алексеевка       | деревня                      | ↘25       |
| 3  | Азарово              | деревня                      | ↘7        |
| 4  | Алексеевка           | деревня                      | ↘30       |
| 5  | Братская Бочаровка   | деревня                      | ↘26       |
| 6  | Братское Объединение | деревня                      | ↘22       |
| 7  | Бычок                | село                         | ↘268      |
| 8  | Дмитриевка           | хутор                        | ↘27       |
| 9  | Евгеньевка           | село                         | ↘63       |
| 10 | Красная Долина       | село, административный центр | ↗335      |
| 11 | Никольские Дворики   | деревня                      | →0        |
| 12 | Новодворский         | посёлок                      | ↘330      |
| 13 | Озерки               | деревня                      | ↘31       |
| 14 | Петровка             | деревня                      | ↘22       |
| 15 | Рудка                | хутор                        | ↘0        |
| 16 | Садовый              | посёлок                      | ↘52       |
| 17 | Спасовка             | деревня                      | ↘27       |

## Достопримечательности
- Памятник Карлу Марксу
- Памятник "Женщина с хлебом-солью"
- Церковь Покрова Пресвятой Богородицы (1834)